# Elektronikus aláírás
Az elektronikus aláírás olyan kriptográfiai eljárás, amelynek segítségével joghatás kiváltására alkalmas, akár a kézzel írott aláírással vagy a közjegyző előtt tett aláírással egyenértékű bizonyító erejű dokumentum hozható létre a hatályos jogszabályok – elsősorban az eIDAS rendelet és a 2015. évi CCXXII. törvény – szerint. Az elektronikus aláírás a digitális aláíráshoz hasonló fogalom, ám míg a digitális aláírás elsősorban a technológiát, az elektronikus aláírás a technológia mellett a jogi fogalmat is jelenti.
Magyarországon a következő bizalmi szolgáltatók bocsátanak ki minősített elektronikus aláíró tanúsítványokat: a NISZ Zrt, a Netlock Kft, a Microsec zrt. és a Flintsign.hu szolgáltató, amely bár nem magyarországi bizalmi szolgáltató, hanem az olasz InfoCert magyarországi partnere, de éppolyan, az egész EU-ban kötelezően elfogadott  minősített tanúsítványt tud kibocsátani, mint a többiek. 

## Az elektronikus aláírás jogszabályi háttere, típusai
Korábban, 2001 és 2016 között az elektronikus aláírás jogszabályi hátterét az elektronikus aláírásról szóló 2001. évi XXXV. törvény adta, amely kifejezetten csak az elektronikus aláírást és a hozzá kapcsolódó szolgáltatásokat (pl. e-aláírás hitelesítés szolgáltatást) szabályozta, és amely az 1999/93/EU irányelven alapult.
Az Európai Unió 2014-ben rendeleti szintre emelte a témával kapcsolatos szabályozást az Európai Parlament és a Tanács belső piacon történő elektronikus tranzakciókhoz kapcsolódó elektronikus azonosításról és bizalmi szolgáltatásokról, valamint az 1999/93/EK irányelv hatályon kívül helyezéséről szóló 910/2014/EU rendeletének (eIDAS) megalkotásával. Az eIDAS rendelet az EU egész területén teljes egészében alkalmazandó, és így az e-aláírásra vonatkozó legfelsőbb szintű jogszabálynak minősül Magyarországon is.
Az eIDAS mellett az elektronikus aláírásra vonatkozó fontos jogszabály az elektronikus ügyintézés és a bizalmi szolgáltatások általános szabályairól szóló 2015. évi CCXXII. törvény, mivel ez rögzíti az eIDAS rendelet által nem szabályozott, tagállami hatáskörű rendelkezéseket a hazai viszonylatban. Hasonlóan fontos a polgári perrendtartásról szóló 2016. évi CXXX. törvény, mivel ez szabályozza, hogy milyen típusú elektronikus aláírás szükséges a különböző okiratokhoz (pl. a teljes bizonyító erejű magánokirathoz).
Az eIDAS rendelet – elődjével ellentétben – nem kizárólag elektronikus aláírásokról, hanem úgynevezett bizalmi szolgáltatásokról rendelkezik, amelyek egyike az elektronikus aláírás. A rendelet a bizalmi szolgáltatásokat három fő kategóriába sorolja:
- elektronikus aláírások, elektronikus bélyegzők vagy elektronikus időbélyegzők, ajánlott elektronikus kézbesítési szolgáltatások, valamint az ilyen szolgáltatásokhoz kapcsolódó tanúsítványok létrehozása, ellenőrzése és érvényesítése;
- weboldal-hitelesítő tanúsítványok létrehozása, ellenőrzése és érvényesítése;
- elektronikus aláírások, bélyegzők vagy az ilyen szolgáltatásokhoz kapcsolódó tanúsítványok megőrzése;

A bizalmi szolgáltatásokat bizalmi szolgáltatók nyújtják, amelyek tekintetében az eIDAS megkülönböztet minősített és nem minősített szolgáltatókat. A minősített bizalmi szolgáltatókra lényegesen szigorúbb követelmények vonatkoznak, cserébe az általuk nyújtott szolgáltatások joghatása is erősebb, mint a nem minősített szolgáltatóké. Minősített szolgáltatás esetén ugyanis vélelmezni kell, hogy a szolgáltató a szolgáltatást "jól" nyújtja, és - bíróság előtt - annak kell bizonyítania az állítását, aki ezzel ellentéteset állít. Például, ha egy dokumentumon érvényes minősített időbélyeg szerepel, vélelmezni kell, hogy a dokumentum az időbélyegben szereplő időpontban már létezett; annak kell bizonyítania az állítását, aki szerint a dokumentum az időbélyegben szereplő időpontot követően jött létre. Nem minősített szolgáltatás esetén nincs ilyen vélelem, mindkét félnek bizonyítania kell a maga állítását, és az „nyer”, aki ezt meggyőzőbben teszi a bíróság előtt.
Az eIDAS rendelet (az Eüt.-tel kiegészülve) meghatározza az egyes bizalmi szolgáltatásokra vonatkozó alapvető biztonsági követelményeket, és szabályozza a szolgáltatók felelősségét is. Több különböző biztonsági szintű elektronikus aláírást különböztet meg jogi-műszaki szempontból, a következőkben ezeket mutatjuk be, a csökkenő joghatásuk sorrendjében.

### Minősített elektronikus aláírás
Az eIDAS rendelet meghatározása szerint a minősített elektronikus aláírás olyan fokozott biztonságú elektronikus aláírás, amely minősített tanúsítványon alapul, és amelyet minősített aláírást létrehozó eszköz (pl. egy speciális minősítésű intelligens kártya avagy chipkártya) segítségével hoztak létre.
A minősített elektronikus aláírás a legmagasabb biztonsági szintű elektronikus aláírás, műszaki hátterét tekintve minden esetben kriptográfiai technológiákra – jellemzően nyilvános kulcsú infrastruktúrára (PKI) és X.509 tanúsítványokra – épül.
Minősített tanúsítványt kizárólag minősített bizalmi szolgáltató bocsáthat ki. Ennek kapcsán az eIDAS rendelet egyik fontos követelménye, hogy a szolgáltató megfelelő eszközökkel (pl. személyes jelenlét útján) és a nemzeti jogszabályokkal összhangban ellenőrizze annak a személynek az azonosságát, akinek a részére a minősített tanúsítványt kibocsátja. Ha a minősített hitelesítés szolgáltató hibát követ el a tanúsítvány kibocsátása vagy menedzsmentje során, felelős az ebből eredő károkért.
Ha egy dokumentumon minősített elektronikus aláírás szerepel, vélelmezni kell, hogy
- a dokumentum tartalma az aláírás készítése óta nem változott meg, és
- a biztonságos aláírást létrehozó eszköz (és a rajta lévő aláírás-létrehozó adat / magánkulcs) az aláírás készítésének pillanatában az aláíró kizárólagos befolyása alatt volt.

A polgári perrendtartásról szóló törvény szerint a minősített elektronikus aláírással hitelesített okirat teljes bizonyító erejű magánokirat. Amennyiben a minősített aláírást közokirat kiállítására jogosult fél készítette, és teljesülnek a közokiratra vonatkozó követelmények, akkor a minősített elektronikus aláírással ellátott dokumentum közokirat.
A minősített elektronikus aláírás az Európai Unió teljes területén elfogadott, ugyanis az eIDAS rendelet kimondja, hogy: „a valamely tagállamban kibocsátott minősített tanúsítványon alapuló minősített elektronikus aláírást az összes többi tagállamban el kell ismerni minősített elektronikus aláírásként”, valamint azt is, hogy „a minősített elektronikus aláírás a saját kezű aláírással azonos joghatású”.

### Minősített tanúsítványon alapuló fokozott biztonságú elektronikus aláírás
Ez az e-aláírás típus a fent ismertetett minősített elektronikus aláírás és a következő pontban leírt fokozott biztonságú e-aláírás „között” helyezkedik el. Erősségét alapvetőn az adja, hogy ez is minősített tanúsítványon alapul (amit csak a legszigorúbb követelményeket teljesítő minősített szolgáltatók bocsáthatnak ki), ennyiben hasonlít a minősített aláírásra. Különbség viszont, hogy ehhez az aláíráshoz nem szükséges minősített aláírást létrehozó eszköz használata (ahogy a fokozott biztonságú e-aláíráshoz sem).
Ez az e-aláírás típus az eIDAS rendeletben is megjelenik, de a rendelet nem fűz hozzá lényegi joghatást, ellentétben a hazai jogrenddel, ahol viszont ugyanolyan erős joghatása van, mint a minősített e-aláírásnak. A polgári perrendtartásról szóló törvény ugyanis úgy fogalmaz, hogy a „minősített, vagy minősített tanúsítványon alapuló fokozott biztonságú elektronikus aláírással hitelesített okirat teljes bizonyító erejű magánokiratnak minősül”. Megjegyzendő ugyanakkor, hogy ez a jogszabályi rendelkezés kizárólag Magyarországon belülre vonatkozik, azaz a minősített tanúsítványon alapuló fokozott biztonságú elektronikus aláírás csak itthon egyenértékű a minősített e-aláírással; az EU-ban továbbra is csak a minősített e-aláírást fogadják el a kézi aláírással egyenértékűnek.

### Fokozott biztonságú elektronikus aláírás
A fokozott biztonságú elektronikus aláírás a minősítettnél alacsonyabb biztonsági szintet képvisel, sokkal kevesebb szabály vonatkozik rá. Például, egy fokozott biztonságú elektronikus aláírás esetén:
- nem feltétlenül történt személyes azonosítás,
- az aláírást létrehozó adatot nem feltétlenül védi intelligens kártya,
- a bizalmi szolgáltató nem feltétlenül vállal felelősséget a tanúsítványért stb.

Az eIDAS rendelet szerint a fokozott biztonságú elektronikus aláírás olyan elektronikus aláírás, amely megfelel az alábbi követelményeknek:
- kizárólag az aláíróhoz köthető
- alkalmas az aláíró azonosítására
- olyan, elektronikus aláírás létrehozásához használt adatok felhasználásával hozzák létre, amelyeket az aláíró nagy megbízhatósággal kizárólag saját maga használhat
- olyan módon kapcsolódik azokhoz az adatokhoz, amelyeket aláírtak vele, hogy az adatok minden későbbi változása nyomon követhető

A fokozott biztonságú aláírás is általában kriptográfiai megoldásokra épül, és a szükséges követelmények műszaki szempontból akár PGP segítségével is teljesíthetők, ugyanakkor az eIDAS rendelet értelmezése alapján a fokozott biztonsági elektronikus aláírás is bizalmi szolgáltatóhoz köthető (a fokozott biztonságú e-aláíráshoz kapcsolódó tanúsítványt csak bizalmi szolgáltató állíthat ki).
A fokozott biztonságú elektronikus aláírással hitelesített dokumentum megfelel az írásba foglaltság követelményeinek, de nem kapcsolódik hozzá a minősített szolgáltatásokra megállapított fenti vélelem.

### „Egyszerű” elektronikus aláírás
Az eIDAS rendelet szerint létezhet olyan elektronikus aláírás is, amely nem felel meg a fokozott biztonságú aláírás követelményeinek sem.  A rendelet szerint az elektronikus aláírás „olyan elektronikus adat, amelyet más elektronikus adatokhoz csatolnak, illetve logikailag hozzárendelnek, és amelyet az aláíró aláírásra használ”.
Látható, hogy a jogszabályi meghatározás alapján az „egyszerű” elektronikus aláíráshoz nincs szükség semmilyen speciális eszközre, sem pedig szolgáltató igénybe vételére, így ennek bármi megfelelhet, pl. az is, hogy az email végére egyszerűen odaírjuk a nevünket. Ennek megfelelően az egyszerű elektronikus aláírásnak lényegében semmilyen joghatása nincs, erről a rendelet mindössze annyit állít, hogy a bíróság nem utasíthatja el önmagában azért, mert elektronikus formában létezik.

## Az elektronikus aláíráshoz szükséges technológia

### Kriptográfiai művelet
Az elektronikus aláírásról szóló jogszabály (eIDAS rendelet) technológia-független, de a benne foglaltak jelenleg az ún. nyilvános kulcsú rejtjelezés (PKI) segítségével valósíthatók meg.
A nyilvános kulcsú infrastruktúra minden szereplőjének két kulcsa van: az egyik az ún. magánkulcs (más néven titkos kulcs vagy privát kulcs), amelyet titokban tart, a másik az ún. nyilvános kulcs (más néven publikus kulcs), amelyet akár nyilvánosságra is hozhat.
Ha valaki a saját magánkulcsával kódol egy bitsorozatot (illetve annak hash-ét, azaz kriptográfiai lenyomatát), akkor az eredményként kapott bitsorozatról igazolható, hogy azt mely nyilvános kulcshoz tartozó magánkulccsal hozták létre. Ha biztonságos kriptográfiai algoritmust és kellően hosszú kulcsot használunk, akkor a tudomány és a technológia mai állása szerint az adott dokumentumhoz tartozó aláírást kizárólag a magánkulcs birtokában lehet létrehozni. A műveletet, amikor egy bitsorozatot (vagy annak hash-ét) a saját magánkulcsunkkal kódoljuk, digitális aláírásnak nevezzük. (Ugyanezen technológia segítségével titkosított üzenetet is küldhetünk. Ekkor a címzett nyilvános kulcsa segítségével kódoljuk az üzenetet (vagy az üzenet titkosítására használt, ún. szimmetrikus kulcsot), így ő csak a saját magánkulcsa segítségével tudja visszafejteni azt. Ez az ún. nyilvános kulcsú rejtjelezés.
A digitális aláírás technikai fogalom, egy digitálisan aláírt bitsorozathoz nem feltétlenül kapcsolódik joghatás. Például, előfordulhat, hogy TLS/SSL kapcsolaton keresztül egy biztonságos webszerverre szeretnénk bejelentkezni, és a belépéshez a szerver által küldött véletlen bitsorozatot (ún. „kihívást”) kódolunk a magánkulcsunkkal, így igazoljuk kilétünket. Elektronikus aláírásról akkor beszélünk, ha az aláírással egyúttal jognyilatkozatot is teszünk, például elfogadjuk egy dokumentum tartalmát vagy szerződést kötünk. Az elektronikus aláírás ugyanazon technológiára épül, de a szabályok szerint az elektronikus aláírásra használt magánkulcsot nem szabad más célra használni.
Elektronikus aláírás készítésekor leggyakrabban az RSA nevű nyilvános kulcsú kriptográfiai algoritmus szerint végezzük a kódolást, de léteznek más nyilvános kulcsú kriptográfiai algoritmusok is (pl. ECC), ami a jelenleg ajánlott algoritmus az ETSI szerint. Lenyomatképzésre az SHA-2 algoritmusokat szokás használni.

### Tanúsítvány
Egy nyilvános kulcs alapján meggyőződhetünk arról, hogy egy adott elektronikus aláírást valóban a hozzá tartozó magánkulccsal készítettek-e, de ebből még nem tudjuk, hogy kié az adott kulcspár, azaz ki készítette az aláírást. A tanúsítvány egy olyan bitsorozat, amely valakinek a megnevezését és a nyilvános kulcsát (és további adatait) tartalmazza, és amelyet egy megbízható fél, ún. hitelesítés-szolgáltató (vagy újabb nevén bizalmi szolgáltató) írt alá. A tanúsítványból megtudhatjuk, hogy egy adott személy elektronikus aláírásának hitelességéről hogyan – mely nyilvános kulcs alapján – győződhetünk meg, így a tanúsítvány az aláírási címpéldány elektronikus megfelelőjének tekinthető.
Egy elektronikus dokumentumon lévő elektronikus aláírást az aláíró tanúsítványa alapján ellenőrizhetünk. Az aláíró tanúsítványán lévő aláírást a hitelesítés-szolgáltató tanúsítványa segítségével ellenőrizhetjük. A hitelesítés-szolgáltató tanúsítványán lévő aláírást általában egy másik hitelesítés-szolgáltató tanúsítványa alapján ellenőrizhetjük, és az ellenőrzést egy ún. gyökér hitelesítés-szolgáltatóra (Root-CA) vezetjük vissza. A megbízható gyökér hitelesítés-szolgáltatók tanúsítványait általában az elektronikus aláírást használó programok (pl. Windows, Mozilla) eleve tartalmazzák. Amennyiben a legerősebb – minősített – e-aláírást ellenőrizzük, akkor az ún. bizalmi listát (Trusted List) használjuk, amely tartalmazza a megbízható hitelesítés-szolgáltatókat.

### Elektronikus aláírás készítése
Elektronikus aláírás készítéséhez a következőkre van szükség:
- egy nyilvános kulcsból és egy magánkulcsból álló kulcspárra, amelyet általában egy aláírás-létrehozó eszköz, azaz egy intelligens kártya (vagy USB-token) formájában kapunk meg a hitelesítés-szolgáltatótól (az intelligens kártya használatához kártyaolvasó készüléket is kapunk), de manapság már elterjedőben van az ún. távoli kulcskezelési szolgáltatás is
- egy tanúsítványra, amely alapján mások is meggyőződhetnek az aláírás hitelességéről,
- egy aláírás-létrehozó alkalmazásra (pl. Outlook, Mozilla, Adobe Acrobat, e-Szignó),
- a dokumentumra, amit alá szeretnénk írni.

Az elektronikus aláíráson célszerű időbélyeget is elhelyezni, lehetőleg rögtön az aláírás készítését követően. Szerencsés, ha az aláírás-létrehozó alkalmazás egyúttal az időbélyeget is beszerzi az aláírás készítése során.

### Az elektronikus aláírás formátuma
Az elektronikus aláírásnak sokféle műszaki formátuma lehet, nem minden alkalmazás kezel minden aláírás-formátumot. Létezik az e-maileken lévő S/MIME aláírás, a PDF fájlokba beágyazott aláírás, de egyre inkább terjednek az Európai Unióban az Európai Távközlési Szabványosítási Intézet (ETSI) ESI munkacsoportja által kidolgozott XAdES (XML Advanced Electronic Signature), CAdES (CMS Advanced Electronic Signature), valamint PAdES (PDF Advanced Electronic Signature) illetve JAdES (JSON Advanced Electronic Signature) formátumok.
Magyarországon ezek közül leginkább a XAdES aláírásokat tartalmazó ún. e-akta és a PAdES aláírás formátumok terjedtek el. A XAdES aláírások jelentősége abban rejlik, hogy könnyen, szabványos módon csatolhatóak hozzájuk időbélyegek, illetve az aláírás ellenőrizhetőségét segítő egyéb információk is.

### Elektronikus aláírás ellenőrzése
Elektronikus aláírás ellenőrzéséhez aláírás-ellenőrző alkalmazásra van szükség. E funkciót általában vagy maguk az aláírás-létrehozó alkalmazások, vagy azok ellenőrzésre szolgáló (jellemzően ingyenesen letölthető) változatai látják el.
Az aláírás ellenőrző alkalmazás a következő műveleteket végzi el:
- megvizsgálja, hogy kriptográfiailag összetartozik-e az aláírt dokumentum, az aláírás, és az aláíró tanúsítványában szereplő nyilvános kulcs,
- felépíti a tanúsítványláncot, azaz visszavezeti az aláíró tanúsítványát egy megbízható gyökér hitelesítés-szolgáltatóra, illetve az eIDAS rendelet szerinti minősített elektronikus aláírás esetén az Európai Unió Bizalmi Listáján található minősített hitelesítés-szolgáltatóra
- ellenőrzi, hogy a tanúsítványláncban szereplő egyes tanúsítványok érvényesek voltak-e az aláírás készítésének pillanatában.

Lényeges, hogy egy aláírás csak akkor ellenőrizhető, ha igazolható, hogy mikor készült. Ha az aláíró tanúsítványa lejár, később szükséges azt is bizonyítani, hogy a tanúsítvány még érvényes volt, amikor az aláírás készült. Ezért a még érvényes aláíráson időbélyeget szokás elhelyezni, így az aláírás érvényessége később is bizonyítható marad, azonban az időbélyeg is meghatározott ideig érvényes. Amennyiben annál is hosszabb ideig szükséges az érvényesség megőrzése, a dokumentumot felül kell időbélyegezni. Erre nyújt megoldást az ún. archiválás szolgáltatás.
Az aláírások érvényességét általában megbízható időpontokra, azaz időbélyegek érvényességére alapozzuk, így az aláírásnak sokszor csak időbélyeggel együtt van értelme. Gyakran fordul elő, hogy az elektronikus aláírás fogalmába az aláíráshoz csatolt időbélyeget is beleértik.

### Az elektronikus aláírás archiválása
Ha azt szeretnénk, hogy egy elektronikus aláírás hitelessége hosszú távon is igazolható maradjon, a következő körülményeket célszerű figyelembe venni:
- Ha az aláíró tanúsítványa érvénytelenné válik (lejár vagy visszavonják), igazolni kell tudni, hogy az aláírás akkor készült, amikor a tanúsítvány még érvényes volt. Ezért célszerű időbélyeget elhelyezni a még érvényes aláíráson. (Ilyen például az ún. XAdES-T aláírás.)
- Célszerű összegyűjteni és eltárolni mindazon információkat, amelyek az aláírás érvényességét igazolják, mert ezek nem lesznek akármeddig elérhetőek. Ezeket is célszerű időbélyegezni. (Ilyen például az ún. XAdES-X-L aláírás.)
- Műszaki értelemben az időbélyegen is aláírás van, így az időbélyeg érvényessége is csak addig igazolható, amíg az időbélyegzés szolgáltató tanúsítványa érvényes. Ezért célszerű új, más forrásból származó időbélyeget elhelyezni az még érvényes időbélyegen (pl. mielőtt az időbélyeget kibocsátó időbélyegzés szolgáltató tanúsítványa lejár).
- Hosszú távon, évek, évtizedek alatt előfordulhat, hogy az aláírás (vagy valamely időbélyeg stb.) készítéséhez használt kriptográfiai algoritmusok elavulnak, és ekkor már nem feltétlenül igaz, hogy az aláírást (vagy időbélyeget) csak a magánkulcs birtokosa hozhatta létre. Ezért célszerű új, erősebb algoritmusokon alapuló időbélyeget elhelyezni az aláíráson és az érvényességét alátámasztó információkon, még addig, amíg az aláírás érvényessége igazolható. (Ezen utóbbi két követelmény pl. XAdES-A aláírással teljesíthető.)

Ha azt szeretnénk, hogy az aláírás érvényessége hosszú távon is igazolható maradjon, célszerű rendszeresen (az alkalmazott technológiáktól függően pl. 5-10 évente) időbélyeget elhelyezni az aláíráson és az érvényességét alátámasztó információkon.
A digitális archiválás jogszabályi követelményeit az ITM rendelet határozza meg. E rendelet minden elektronikusan archivált hiteles információra vonatkozik, beleértve azokat is, amelyeken nincsen elektronikus aláírás. A rendelet szerint a megőrzésre kötelezett maga is elvégezheti a fenti műveleteket, de bizalmi szolgáltatót is megbízhat vele. A kettő között az jelenti a fő különbséget, hogy ha minősített archiválás szolgáltató archivál egy dokumentumot, akkor vélelmezni kell, hogy „jól” végzi az archiválást, és felel azért, hogy az archiválás szakmailag és jogilag is megfelelő legyen. Ezzel szemben, ha valaki saját maga végzi az archiválást, akkor neki kell bizonyítani, hogy megfelelően jár el (pl. megfelelő módon és megfelelő rendszerességgel helyezi el az időbélyeget), és ő maga felel minden ebből eredő kárért.

## A hazai legnagyobb elektronikusaláírás-alkalmazások
- Az elektronikus cégeljárás ma Magyarországon a legnagyobb, elektronikus aláírásra épülő alkalmazás. Az elektronikus cégeljárás keretében a cégek jogi képviselői 2005-től elektronikus aláírással, az interneten keresztül intézhetik a cégek bejegyzésével, és a cégek adatainak változásaival kapcsolatos ügyeket. Ezen túl, a cégeljárásban érintett hatóságok és szervezetek (pl. cégbíróságok, a NAV, a Magyar Államkincstár, valamint a pénzintézetek) is elektronikus aláírással hitelesítve kommunikálnak egymással.
- A Magyar Országos Közjegyzői Kamara tagjai minden közjegyzői okiratot elektronikusan archiválnak.[15] Az okiratokat beszkennelik, a közjegyzők vagy közjegyző helyettesek minősített elektronikus aláírással látják el őket, majd az így kapott e-aktákat minősített archiválás szolgáltatónál archiválják 2007-től.
- Az önálló bírósági végrehajtók elektronikusan aláírt megkereséseket küldenek a pénzintézetek felé 2009-től.
- Az Eüt.[16] 2018-tól kötelezővé tette az elektronikus ügyintézést a jogszabályban felsorolt szervezetek részére (pl. államigazgatási szervek, helyi önkormányzat, Országos Bírósági Hivatal és a bíróságok stb), így az ügyfelek számára megnyílt a lehetőség az elektronikus aláírással történő ügyintézésre ezen szervezetek felé.

### Hatályos jogszabályok
- Az Európai Parlament és a Tanács 910/2014/EU rendelete (2014. július 23.) a belső piacon történő elektronikus tranzakciókhoz kapcsolódó elektronikus azonosításról és bizalmi szolgáltatásokról, valamint az 1999/93/EK irányelv hatályon kívül helyezéséről (eIDAS)
- 2015. évi CCXXII. törvény az elektronikus ügyintézés és a bizalmi szolgáltatások általános szabályairól (Eüt.)
- 451/2016. (XII. 19.) Korm. rendelet az elektronikus ügyintézés részletszabályairól
- 137/2016. (VI. 13.) Korm. rendelet az elektronikus ügyintézési szolgáltatások nyújtására felhasználható elektronikus aláíráshoz és bélyegzőhöz kapcsolódó követelményekről
- 2016. évi CXXX. törvény a polgári perrendtartásról (Pp.)
- 24/2016. (VI. 30.) BM rendelet a bizalmi szolgáltatásokra és ezek szolgáltatóira vonatkozó részletes követelményekről
- 41/2016. (X. 13.) BM rendelet a minősített elektronikus aláírást és minősített elektronikus bélyegzőt létrehozó eszközök megfelelőségét tanúsító szervezetekről és a kijelölésükre vonatkozó szabályokról
- 1/2018. (VI. 29.) ITM rendelet a digitális archiválás szabályairól

### További hivatkozások
- Az elektronikus aláírás, annak típusai és jogszerűsége
- A Nemzeti Média- és Hírközlési Hatóság honlapján elérhető elektronikus aláírással kapcsolatos nyilvántartások
- Európai Távközlési Szabványosítási Intézet (ETSI)
  - ETSI TS 101 903 - XML Advanced Electronic Signatures (XAdES)
  - ETSI TS 101 733 - CMS Advanced Electronic Signatures (CAdES)
  - ETSI TS 119 182-1 - Electronic Signatures and Infrastructures (ESI); JAdES digital signatures
  - ETSI EN 319 142 - PDF Advanced Electronic Signature (PAdES)
- A BME CRYSYS adatbiztonság laboratóriuma
  - Kriptográfia és alkalmazásai c. tantárgy
  - A biztonságos elektronikus kereskedelem alapjai c. tantárgy